# Sergueï Mironov
Pour les articles homonymes, voir Mironov.
Sergueï Mikhaïlovitch Mironov (en russe : Сергей Михайлович Миронов), né le 14 février 1953 à Pouchkine (Union soviétique), est un géophysicien et homme politique russe, notamment président du Conseil de la fédération (chambre haute du Parlement russe) de 2001 à 2011.

## Biographie

### Famille et service militaire
Mironov est né à Pouchkine (ancienne Tsarskoïe Sélo, le Versailles russe), dans la banlieue de Léningrad. Sa famille travaille pour l'armée. Entre 1971 et 1973, il sert dans les troupes aéroportées de l'Armée rouge stationnées dans les Républiques socialistes soviétiques de Lituanie et d'Azerbaïdjan.

### Études et vie professionnelle
Mironov entreprend des études de géophysique et sort diplômé de l'Institut minier Plekhanov de Léningrad en 1980. À partir de 1979, il travaille en tant qu'ingénieur en géophysique à l'institut Rudgeofizika. Il s'expatrie pour travailler dans une compagnie d'aviation en Mongolie entre 1986 et 1991 en tant que géophysicien.

### Un jeune homme politique de Saint-Pétersbourg
Mironov se lance dans la politique en 1994 et est élu député à la Douma de Saint-Pétersbourg. Mironov fait partie des jeunes proches de l'ancien maire réformateur de Pétersbourg Anatoli Sobtchak. Il s'investit dans l'équipe de campagne pour l'élection présidentielle d'un autre jeune réformateur proche de Sobtchak : Vladimir Poutine. Poutine gagne l'élection présidentielle le 26 mars 2000. Mironov devient vice-président de la Douma de la ville la même année.

### Président du Conseil de la fédération
Mironov est envoyé représenter la ville de Saint-Pétersbourg au Conseil de la fédération en 2001. Chacun des sujets (entités administratives de haut niveau de la fédération de Russie) envoie deux représentants au Conseil. Le 5 décembre 2001, Mironov est élu président du Conseil de la fédération et réélu le 23 janvier 2003. Il participe à la fondation du Parti russe de la Vie et en devient le président, le 19 avril 2003.

### Échec aux législatives et à la présidentielle
La campagne électorale de son parti pour les législatives du 7 décembre 2003 se passe mal : malgré une alliance avec le Parti de la renaissance de la Russie du président de la Douma d'État Guennadi Selezniov, la coalition n'arrive pas à dépasser le seuil de représentativité fédérale de 5 % et obtient trois sièges au scrutin uninominal.
Mironov est candidat à l'élection présidentielle du 14 mars 2004 contre Vladimir Poutine sous la bannière du Parti de la Vie. Il ne recueille que 0,75 % des suffrages. Certaines sources avancent que Mironov n'était qu'un candidat fantoche destiné à donner à l'élection présidentielle un semblant de pluralité. Il se représente à l'élection de février 2012, toujours comme un sous-marin de Vladimir Poutine.

### La fondation de Russie juste
Le 28 octobre 2006, le Parti russe de la vie fusionne avec Rodina et le parti russe des retraités, qui donnera naissance au parti Russie juste, dont Mironov devient le président. Aux élections législatives du 2 décembre 2007, Russie juste remporte 7,8 % des voix.
Le 18 mai 2011, le groupe Russie unie à la Douma de Saint-Pétersbourg vote pour son remplacement comme représentant de la ville au Conseil de la fédération. Mironov quitte donc le Conseil mais peu après, il prend un siège à la Douma en tant que président du parti Russie juste,.
Il fait partie des personnalités politiques russes que l'administration de l'Union européenne, sur décision des ministres des Affaires étrangères, a interdit de visa et dont elle a gelé les éventuels avoirs dans les pays de l'Union européenne, en représailles à l'annexion de la Crimée par la Russie en 2014.
Il se marie avec Inna Varlamova, suspectée d'être impliquée dans l'enlèvement d'enfants ukrainiens, dont une petite fille qu'ils ont adoptée.